# Prywatne stowarzyszenie wiernych
Prywatne stowarzyszenie wiernych – stowarzyszenie w Kościele katolickim zakładane i zarządzane przez samych wiernych. Działa w oparciu o Kodeks prawa kanonicznego z 1983 roku promulgowany przez papieża św. Jana Pawła II konstytucją apostolską Sacrae disciplinae leges.

## Postanowienia Kodeksu Prawa Kanonicznego
KPK określa prawa i obowiązki wiernych, zarówno duchownych, jak i świeckich oraz ogólne zasady działania stowarzyszeń wiernych (kan. 298 § 1), które dzieli na publiczne i prywatne.
Wpierw stwierdza, iż „wszyscy wierni mają obowiązek i prawo współpracy w tym, aby Boże przepowiadanie zbawienia rozszerzało się coraz bardziej na wszystkich ludzi każdego czasu i całego świata” (kan. 211) oraz że „świeccy, którzy na równi ze wszystkimi wiernymi przez chrzest i bierzmowanie są przeznaczeni przez Boga do apostolstwa, mają ogólny obowiązek i zarazem prawo współpracować - czy to indywidualnie, czy też zrzeszeni w stowarzyszeniach - ażeby Boże przepowiadanie zbawienia było poznane przez wszystkich ludzi na całym świecie i przez nich przyjęte” (kan. 225 § 1).
Następnie potwierdza, że „wierni mają prawo swobodnego zakładania stowarzyszeń i kierowania nimi dla celów miłości lub pobożności albo dla ożywiania chrześcijańskiego powołania w świecie, a także odbywania zebrań dla wspólnego osiągnięcia tych celów” (kan. 215).
Proponuje „zwłaszcza te, które zmierzają do ożywienia chrześcijańskim duchem porządku rzeczy doczesnych i w ten sposób usilnie dążą do osiągnięcia ścisłego związku między wiarą i życiem” (kan. 327).
W przeciwieństwie do publicznych stowarzyszeń wiernych, które są „erygowane przez władzę kościelną” i mogą swoje zadania realizować „w imieniu Kościoła” (kan. 301), stowarzyszenia prywatne są zakładane i kierowane w sposób wolny przez samych wiernych, „na podstawie zawartej między sobą prywatnej umowy”  (kan. 299 § 1) i dlatego „są nazywane prywatnymi” (kan. 299 § 2), zaś do kompetencji władzy kościelnej należy „potwierdzenie statutów” (kan. 299 § 3) oraz ogólny „nadzór” (kan. 305).
Sami wierni „w sposób wolny” (kan. 324 § 1) ustalają stosowną nazwę stowarzyszenia, jej statuty, cele, sposoby działania, formy zarządzania i zasady członkostwa (kan. 304 i 321) oraz „szczegółowe normy dotyczące samego stowarzyszenia, odbywania zebrań, wyznaczania moderatorów, urzędników, pomocników a także zarządców dóbr” (kan. 309). „Wierni w nim zrzeszeni mogą wspólnie zaciągać zobowiązania oraz jako współwłaściciele i współposiadacze nabywać i posiadać uprawnienia i dobra. Wspomniane prawa i obowiązki mogą wykonywać przez zleceniobiorcę czyli pełnomocnika” (kan. 310).
Również do samych wiernych należy inicjatywa wyboru "duchowego doradcy" dla swego stowarzyszenia: „Prywatne stowarzyszenie wiernych, jeśli to uzna za wskazane, może sobie swobodnie dobrać duchowego doradcę spośród kapłanów pełniących zgodnie z przepisem prawa posługę w diecezji, potrzebuje on jednak zatwierdzenia ordynariusza miejsca” (kan. 324 § 2) z racji własnych obowiązków i posłuszeństwa.

## Wyjaśnienia adhortacjiChristifideles laici
Papież św. Jan Paweł II, w wydanej w 1988 roku posynodalnej adhortacji apostolskiej Christifideles laici „O powołaniu i misji świeckich w Kościele i świecie dwadzieścia lat po Soborze Watykańskim II”, wyjaśnił i doprecyzował niektóre kwestie związane ze stowarzyszeniami zakładanymi i zarządzanymi przez wiernych świeckich.
Przede wszystkim adhortacja potwierdza, iż „Sprawą pierwszej wagi jest uznanie wolności zrzeszania się świeckich w Kościele. Wolność ta jest autentycznym prawem, które nie jest jakiegoś rodzaju <ustępstwem> ze strony władzy, ale wywodzi się z Chrztu, jako sakramentu, który wzywa świeckich do aktywnego udziału w komunii i misji Kościoła. Sobór mówi o tym bardzo wyraźnie:<Zachowując należyty stosunek do władz kościelnych, mają świeccy prawo zakładać stowarzyszenia, kierować nimi i wstępować do już istniejących> [DA 19]. Prawo to zapewnione jest również w przepisach nowego Kodeksu” (ChL 29).
Ponadto zauważa, że „zrzeszanie się wiernych” było zawsze obecne w historii Kościoła, lecz „niezwykłe ożywienie w tej dziedzinie nastąpiło w czasach najnowszych, kiedy to powstały liczne i bardzo zróżnicowane formy zrzeszeń: stowarzyszenia, grupy, wspólnoty i ruchy. […] Zrzeszenia laikatu często znacznie się między sobą różnią pod względem organizacji, linii i metod wychowawczych oraz pola działania. Istnieje wszelako wśród nich powszechna i głęboka zbieżność celu, który je ożywia, a którym jest odpowiedzialne uczestnictwo w misji Kościoła głoszącego Ewangelię Chrystusa jako źródło ludzkiej nadziei i odnowy społecznej (ChL 29).
Następnie stwierdza „konieczność istnienia wyraźnych i ścisłych kryteriów oceny i uznania zrzeszeń laikatu. […] Należy przyjąć następujące podstawowe kryteria określenia charakteru każdego bez wyjątku zrzeszenia osób świeckich w Kościele”:
- Stawianie na pierwszym miejscu powołania każdego chrześcijanina do świętości.
- Odpowiedzialność w wyznawaniu wiary katolickiej.
- Świadectwo trwałej i autentycznej komunii.
- Zgodność z apostolskim celem Kościoła i udział w jego realizacji.
- Zaangażowana obecność w ludzkiej społeczności (ChL 30).

Po rozwinięciu tych punktów oraz wyliczeniu przykładów różnorodnych działań omawianych stowarzyszeń, adhortacja zachęca pasterzy Kościoła do wspierania ich oraz poleca, aby uznając ich „różne sposoby ustosunkowania się do hierarchii, zależnie od różnych form i dziedzin danego apostolstwa [DA 24]”, niektóre z nich, „zważywszy na ich zasięg często krajowy czy międzynarodowy, zostały oficjalnie uznane i wyraźnie zatwierdzone przez kompetentne władze kościelne" (ChL 31). Wreszcie poleca Papieskiej Radzie Świeckich „sporządzenie wykazu zrzeszeń oficjalnie uznanych przez Stolicę Apostolską” (ChL 31).